# Jogos matemáticos
O jogo na educação matemática procura introduzir uma linguagem matemática não formal para os jogadores, que aos poucos incorporam conceitos matemáticos formais, ao desenvolver a capacidade de lidar com informações e ao criar significados culturais para os conceitos matemáticos e estudo de novos conteúdos. A matemática, dessa forma, busca no jogo a ludicidade das soluções, construindo conceitos para as situações-problema vividas no dia-a-dia.(CABRAL, 2006)
O jogo é um meio para desenvolver atividade matemática, uma vez que é uma fonte de situações-problemas de Matemática. Dessa forma o jogo se torna um recurso didático disponível e atraente ao ensino da Matemática, porque proporcionam aos alunos resolver problemas de maneira divertida, criando situações de erros e acertos que levam o aluno a desenvolver sua autonomia. Assim, os professores esperam que os jogos possam tornar suas aulas mais fascinantes e o processo de aprendizagem mais significativo.
Compreende-se que o caráter lúdico dos jogos matemáticos estimula o raciocínio, simulando conflitos, muitas vezes direcionados ou relacionados com seu dia-a-dia, confirmando a importância da formação matemática, não apenas como detentora do pensamento dedutivo, mas também como disciplina formadora de valores e atitudes. Os jogos propiciam o aprimoramento das habilidades matemáticas, mas ao mesmo tempo ajudam a desenvolver a concentração, a solidariedade, autoconfiança, autoestima e a criticidade.

## Conceito
A palavra jogo, do latim joco, significa, etimologicamente, gracejo e zombaria, sendo empregada no lugar de ludus, que representa brinquedo, jogo, divertimento e passatempo.
A palavra matemática tem sua origem na palavra grega μάθημα (mathema) que significa conhecimento, aprendizagem, estudo. Com o tempo, o sentido da palavra tornou-se mais específico e técnico. Atualmente é frequentemente definida como o estudo de padrões, quantidades, estruturas, variações e espaço.

## Lista de jogos matemáticos
- Sudoku
- Torre de Hanói
- Ouri
- Bingo com operações matemáticas[4]
- Cubo de Rubik
- Tangran
- Amarelinha Matemática[5]
- Jogo Framemo[6]
- Dominó das Quatro Cores[7]
- Calculando seu Lugar [8]
- Mancala [9]
- Yoté [10]
- Jogo das Operações [11]
- Desafio das Oito Rainhas [12]

## Outros ficheiros
- Vagão desajeitado banner 1
- Vagão desajeitado banner 2
- Outro modo de jogar o vagão desajeitado